# Seddon Atkinson 200

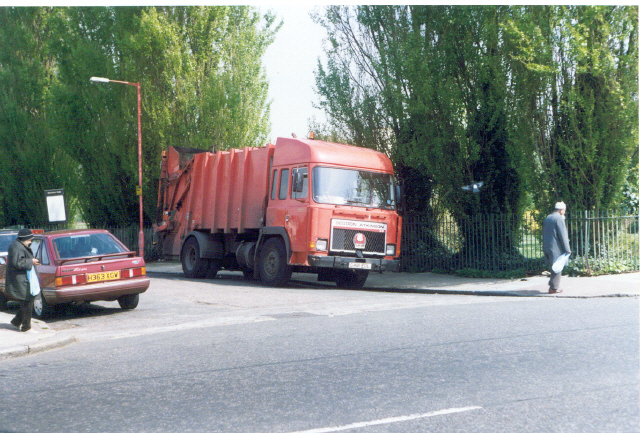
Seddon Atkinson 2-11, opvolger van de 200- en 201-serie.

De Seddon Atkinson 200 was een serie vrachtwagens van de Britse vrachtwagenproducent Seddon Atkinson, gebouwd vanaf 1976. Het volgde de Seddon "-four"-serie op. De cabine werd ontworpen door Ogle en werd bij Motor Panels gebouwd. De aandrijving kwam van International-motoren. In 1981 werd de serie bijgewerkt en heette de serie 201, waarna een volgende update volgde in 1986 en het 2-11 heette. Uiteindelijk zou het worden opgevolgd door de Seddon Atkinson Strato.

## Truck of the Year
De 200 kreeg als eerste vrachtwagen de titel Truck van het jaar. Een Britse journalist, Pat Kennett, van het Britse Truck Magazine testte de Seddon Atkinson 200 en vond de truck een toonbeeld van comfort en veiligheid. Hij dacht dat het een goed idee was om een jaarlijkse prijs uit te reiken voor de meest innovatieve nieuwe vrachtwagen. Pas later, in 1977, zou het een internationale verkiezing worden met juryleden uit meerdere landen.